# サイバード (企業)
株式会社サイバード（英: CYBIRD Co., Ltd.）は、携帯電話向けモバイルコンテンツ事業、企業向けマーケティング事業、eコマース開発・提供などを主な業務とする日本の企業。株式会社アエリアコンテンツ・ホールディングスの完全子会社。

## 沿革
- 1998年9月 - NTTドコモのiモードがサービス開始されたことを受け、社長 堀主知ロバート・副社長 真田哲弥・専務 岩井陽介によりサイバード設立（肩書きは設立時）。本社を西麻布に構える。
- 1999年2月 - NTTドコモ・iモード向けコンテンツ事業開始。
- 2000年
  - 7月 - 本社を虎ノ門へ移転。
  - 12月 - ジャスダック市場に上場（証券コード4823）。
  - 研究開発部門として株式会社ケイ・ラボラトリー設立。
- 2002年 - 携帯端末メーカーノキア社にアプリケーションソフト、World Clock ii提供。
- 2003年 - 本社を六本木ヒルズ22階に移転。
- 2004年 - KLab株式会社に社名変更。KLabはUSENの連結子会社へと資本が移動。
- 2005年3月 - 株式会社JIMOSとモバイル事業で業務・資本提携を発表。
- 2006年
  - 3月 - 株式会社JIMOSを子会社とする経営統合を発表。
  - 10月 - 株式会社サイバードホールディングスに社名変更。サイバードホールディングスを持株会社とする新体制が施行。サイバード、株式会社JIMOSは100%出資の事業子会社となる。
- 2007年12月 - マネジメント・バイ・アウトを実施　投資会社ロングリーチグループの子会社として設立したCJホールディングスの子会社となる。
- 2008年3月 - CJホールディングスの完全子会社となり、上場廃止。
- 2009年12月 - CJホールディングスを吸収合併。親会社がロングリーチ・キャピタル・パートナーズ1,L.P.となる。
- 2011年1月 - 六本木ヒルズ22階から代官山へ本社移転。
- 2012年4月 - 傘下の株式会社サイバードが株式会社ボトルキューブを子会社化。
- 2013年7月 - 株式会社JIMOSの全株式を株式会社ナックに譲渡。
- 2015年4月 - サイバードホールディングスがサイバードを吸収合併し、株式会社サイバードに社名変更。
- 2016年7月 - 堀主知ロバート社長が退任、内海州史が新代表取締役社長に就任[1]。
- 2018年6月 - アエリアの完全子会社となる[2]。
- 2019年1月 - 内海州史社長が退任、本島匡が新代表取締役社長兼CEOに就任。株式移転により設立されたアエリアコンテンツ・ホールディングスの子会社となる[3]。
- 2024年3月 - 本島匡社長が退任、長嶋貴之が新代表取締役社長兼CEOに就任。
- 2025年1月 - 本社を東京都品川区西五反田7丁目22番17号（TOCビル）に移転[4]。

## 主な事業
- モバイルを軸としたコンテンツサービス/ゲーム事業（国内外）
- Voice UI事業
- ライツ事業
- コンテンツビジネス支援
- クロスメディアソリューションの開発/提供
- 次世代プラットフォーム/テクノロジーの研究開発

## 主な提供ゲーム

### イケメンシリーズ
- イケメン戦国◆時をかける恋（2015年6月22日開始）
- イケメン革命◆アリスと恋の魔法（2016年10月20日開始）
- イケメンヴァンパイア◆偉人たちと恋の誘惑（2017年7月31日開始）
- イケメン源氏伝 あやかし恋えにし（2019年8月20日開始）
- イケメン王子 美女と野獣の最後の恋（2020年7月1日開始）
- イケメンヴィラン 闇夜にひらく悪の恋（2023年3月28日開始）

### 名探偵コナン
- 名探偵コナン公式アプリ - 小学館より配信。名探偵コナン検定も行われている。

### その他
- 夢幻楼と眠れぬ蝶（2024年11月19日〜） ※EXNOAとの共同[5]
  - 夢幻楼と眠れぬ蝶 -裏-
- 細木数子六星占術
- オートレースモバイル
- スイムレコードモバイル

### Voice UI
2018年10月 - Amazon Alexaスキル開発エージェンシープログラムに認定
- 政宗の部屋（Amazon Alexa）
- 委員長・椎名乙葉 昭和平成テスト（Amazon Alexa）
- イケメンシリーズ セバスチャンとおやすみ（Googleアシスタント）
- イケメンシリーズ イケメンとおしゃべり（Amazon Alexa/Google アシスタント）
- イケメンヴァンパイア レオナルド・ダ・ヴィンチの時間（Amazon Alexa/LINE Clova）
- イケメンヴァンパイア フィンセント・ファン・ゴッホの時間（Amazon Alexa/LINE Clova）
- 委員長・椎名乙葉 タイマーですよ（Amazon Alexa/Google アシスタント）
- 委員長・椎名乙葉 時間ですよ（Amazon Alexa/Google アシスタント/LINE Clova）
- ダイヤモンド・オンライン（Amazon Alexa）
- 鷹の爪団の吉田くんが時間教えちゃうぞ!（Amazon Alexa）

### NFTゲーム
- Blockchain Football

## サービス終了または他社へ移管

### 恋愛ゲームシリーズ
- ニューヨークの恋（i-mode：2009年11月9日開始[6]
- トキメキ革命★パリの恋（i-mode：2010年6月7日開始、EZweb：2010年6月10日、Yahoo!ケータイ：2010年6月16日開始[7]）
- 禁断★恋のオフィス（i-mode：2011年2月7日開始、EZweb：2011年2月10日開始、Yahoo!ケータイ：2011年2月16日開始[8]）

### イケメンシリーズ
- イケメン大奥★恋の園（i-mode：2010年9月7日開始、EZweb：2010年9月9日開始、Yahoo!ケータイ：2010年9月15日開始[9]、GREE：2011年8月17日開始[10]他、2015年4月30日サービス終了[11]）
- イケメン遊戯★華の宵（i-mode：2011年1月24日開始、EZweb：2011年1月27日開始、Yahoo!ケータイ：2011年2月1日開始[12]）
- イケメン海賊★恋の海（i-mode：2011年2月21日開始、EZweb：2011年2月24日開始、Yahoo!ケータイ：2011年3月1日開始[13]）
- イケメン源氏★恋物語（ガラケー：2011年3月開始、GREE：2011年9月13日開始[14]他、2015年サービス終了[15]）
- イケメンサイボーグ★LoveMax（GREE：2011年10月11日開始[16]）
- イケメン恋戦◆平清盛（GREE：2011年12月20日開始[17]他、2015年4月30日サービス終了[11]）
- イケメン恋都◆大正浪漫 〜華やかなる一族〜（GREE：2012年6月25日開始[18]他）
- イケメン夜曲◆ロミオと秘密のジュリエット（GREE：2013年6月28日開始[19]他、2022年1月24日サービス終了[20]）
- イケメン王国◆女王と真実のキス（2015年1月22日開始、2016年7月28日サービス終了[21]）
- イケメンシリーズ 恋愛ゲームライブラリー（2016年12月19日開始[22]）
- イケメン戦国◆ソリティアの乱（2017年5月9日開始、2019年11月29日サービス終了） - 『イケメン戦国◆時をかける恋』の派生作品。ソリティアをベースとしたカードゲーム。
- イケメンライブ◆恋の歌をキミに（2018年8月16日開始、2022年4月13日サービス終了[23]）
- スイートルームの眠り姫◆セレブ的贅沢恋愛（2014年9月11日開始[24]、2022年7月12日サービス終了[25]）
- 新章イケメン大奥◆禁じられた恋（GREE：2012年12月21日開始[26]他〜2023年5月9日[27]）
- イケメン王宮◆真夜中のシンデレラ（GREE：2012年9月26日開始[28]他、2024年12月24日終了[29]）
- 100日間のプリンセス◆もうひとつのイケメン王宮（2014年4月30日[30]〜2024年12月24日[29]）
- イケメン幕末◆運命の恋（2013年12月9日[31]〜2025年2月25日[32]）

### +ONE by イケメンシリーズ
- 恋花幕明録（2023年6月5日[33]〜、2025年1月8日IBGメディアへと移管[34]）※アニメイトとの共同
- モルガナティック・アイドル（2024年3月5日〜2025年1月15日[35]） ※ABCフロンティアとの共同
- メビウス・コード（2024年10月29日〜2025年6月30日[36]）※関西テレビとの共同

### キャラクター×脱出ゲーム
- 脱出ゲーム 金田一少年の事件簿R 〜謎解遊戯殺人事件 vs地獄の傀儡師〜（2015年3月15日配信[37]）
- 漫画×脱出 怪盗ルパン伝アバンチュリエ（2015年7月16日[38]〜2017年9月28日[39]）
- 脱出ゲーム ゴルゴ13×DOOORS（2016年7月4日開始[40]）
- 脱出ゲーム 名探偵コナン〜からくり屋敷の謎〜（2015年1月30日開始[41]、2021年3月29日終了[42]）
- 脱出ゲーム 名探偵コナン〜ミステリーシアターの謎〜（2015年9月8日配信[43]、2021年3月29日終了[42]）
- 脱出ゲーム 名探偵コナン〜深閑の迷宮〜（2016年2月5日配信[44]、2021年3月29日終了[42]）
- 脱出ゲーム 名探偵コナン×CUBIC ROOM（2014年2月12日配信[45]、2021年3月29日終了[42]）
- 【名探偵コナン】怪盗キッド 宝探しゲーム（2015年8月3日配信[46]、2021年3月29日終了[42]）

### 脱出ゲーム以外の名探偵コナンゲーム
- 名探偵コナン X人目の名探偵（2014年8月12日[47]〜2015年3月31日）
- 名探偵コナン ミステリータウン（2015年4月14日〜2016年7月28日[48]）
- 名探偵コナン 仮想世界（バーチャルワールド）の名探偵（2015年10月28日配信[49]、2021年3月29日終了[42]）
- 名探偵コナン推理ゲーム〜謎解きシミュレーションゲーム〜（旧名探偵コナン推理シミュレーションゲーム〜奈良編〜、2012年09月20日配信[50]、2021年3月29日終了[42]）
- 名探偵コナンパズルゲーム〜お絵かきロジック・クロスワード・スケルトン〜（2013年11月25日配信[51]、2021年3月29日終了[42]）
- 名探偵コナンクイズRPG〜すごろく×謎解き×小説〜日本全国コナン君に挑戦（2013年12月9日配信[52]、2021年3月29日終了[42]）

### MILD ESCAPEシリーズ
- 露天風呂への脱出（2014年9月17日配信[53]）
- 大きな窓の部屋からの脱出（2015年2月5日配信[54]）
- トイレからの脱出（2015年4月30日配信[55]）
- 同じ部屋からの脱出（2015年5月7日配信[56]）
- バンガローからの脱出（2015年5月14日配信[57]）
- マイルドエスケープ1（2015年6月3日配信[58]）
- 南の海のサンタさん（2015年6月18日配信[59]）
- 景色のいい部屋からの脱出（2015年9月9日配信[60]）

### バーコードシリーズ
- BarcodeKANOJO（2010年10月27日開始[61]、サービス終了[15]）
- BFB（旧バーコードフットボーラー[62]、2012年12月12日開始[63]、2020年7月1日終了[64]）
- BFB チャンピオンズ2.0〜Football Club Manager〜（旧BFBチャンピオンズ〜Global Kick-Off〜[65]、2016年6月29日開始[66]、2021年6月1日終了[67]）

### その他
- 高校デビュー（2010年12月27日開始[68]）
- ようこそ★ポケットパーク（2011年3月14日開始[69]）
- タツノコオールスターズ ULTIMATE CARD BATTLE（2011年7月22日[70]〜2012年10月31日）
- 静かなるドン（2011年8月26日開始[71]）
- サムライチャンプルー（2011年8月26日開始[72]）
- 戦国HEROES（2011年12月12日開始[73]）
- 炎の取立て人情劇-ミナミの帝王-（2011年12月15日[74]）
- かりあげクン 〜カードでイタズラ大決戦〜（2011年12月27日開始[75]）
- ムダヅモ無き改革〜聖域なき闘い〜[76]（2012年1月17日開始、2012年6月15日終了[77]）
- 嬢王 キャバクラカードバトル（2012年5月14日開始[78]）
- 魔神ハンター×クロニクル（2012年5月28日開始[79]）
- キミと母校で恋をする（2012年11月9日開始[80]）
- 最凶学園ナックルバウト（2013年1月30日[81]〜2015年2月24日）
- 神連鎖ジュエルヘヴン（2013年2月20日[82]〜2014年9月23日）
- ポーカー&ダンジョンズ（2013年2月27日開始[83]）
- なげモンクエスト（2013年2月28日開始[84]）
- ラブセン〜V6とヒミツの恋〜（2013年10月23日[85]〜2016年10月21日[86]）
- とびだせ モンスター劇団（2015年3月25日[87]〜2015年11月30日[88]）
- NAZO（2014年9月23日開始[89]）
- ヴァリアントナイツ（2015年9月4日〜2017年9月28日[90]）
- LOVE PLANET 〜EXO with you〜（2015年11月4日[91]〜2017年6月10日[92]）
- イヌワシ（2015年12月16日[93]〜2017年9月28日[94]）
- 黒子のバスケ CROSS COLORS（2016年7月11日〜2018年6月14日[95]）※バンダイナムコエンターテインメントとの共同開発
- サンリオ男子 〜わたし、恋を、知りました。〜（2016年9月13日開始[96]、2017年10月マイネットが買収[97]、2019年9月27日サービス終了[97]）
- モブサイコ100〜サイキックパズル〜（2016年9月26日〜2018年5月23日[98]）
- タツノコパズルヒーローズ ドロンジョ様におしおきだべぇ（2017年10月19日[99]〜2018年10月18日[100]）
- マジカルデイズ（2016年12月7日〜2019年1月25日[101]）※エイタロウソフト開発
- M-noah（2020年10月13日〜2021年3月31日[102]）
- ケンガン ULTIMATE BATTLE（2019年6月12日[103]〜2021年4月26日[104]）
- 青山オペレッタ（2024年4月30日〜2025年1月15日[105]）※ABCフロンティアと共同
- My Marionette Atelier（2023年10月2日〜2025年3月3日[106]）

### 占い系
- 鏡リュウジ星占術（〜2022年11月30日[107]）
- リモウラ（〜2022年3月31日[108]）　- オンライン占い
- 恋に効く 魔法の杖
- 鏡リュウジ 究極占い

### 情報サイト・情報アプリ
- Book Enter（2012年[109]〜?） ※GREEでの提供
- 釣りキング（2016年8月31日[110]〜?） ※App Passでの提供
- なみある?（1999年[111]〜、2023年5月1日ファーストトレードへと譲渡[112]）
- numan（2022年4月1日マレへと譲渡[113]）

### Webサイト
- YUKO OSHIMA Official Club Site
- Rie Kitahara official web site
- AKB48横山由依mobile

### Voice UI
- アタック25（Amazon Alexa）
- オートレースライブ（Amazon Alexa）
- なみある?（Google アシスタント）
- みじかいおはなし366（LINE Clova）
- 鏡リュウジ占星術 今日の恋愛運（Amazon Alexa）